# Marte 5
Marte 5 (în rusă Марс-5, transliterat: Mars-5) a fost o navă spațială sovietică lansată pentru a explora planeta Marte. Parte a programului Marte, a intrat cu succes pe orbita lui Marte în 1974. Din cauza unei erori interne, sonda a pierdut comunicarea cu Pământul după doar 22,81 de zile.

## Misiune
Marte 5 a fost lansată de o rachetă purtătoare Proton-K cu un etaj superior Blok D, de pe Cosmodromul Baikonur, URSS. Lansarea a avut loc la 25 iulie 1973 18:55:48 UTC, primele trei etape plasând nava spațială și stadiul superior într-o orbită joasă a Pământului înainte ca Blok D să propulseze Marte 5 pe orbita heliocentrică către Marte.
După o corecție a rutei la 3 august 1973 și 2 februarie 1974, nava a ajuns la Marte la 12 februarie 1974 și a fost intrat pe o orbită areocentrică cu o periapsă de 1.760 km, o apoapsă de 32.586 km și o înclinare de 35,3 grade.
Marte 5 a încetat operațiunile la 28 februarie, după ce a returnat 180 de cadre fotografice, dintre care 43 au fost de calitate utilizabilă. Durata de viață planificată inițială a sondei pe orbita lui Marte a fost de trei luni. Spectrometrul cu raze gamma al sondei a măsurat conținutul de uraniu, toriu și potasiu de pe suprafața pe unde a trecut sonda și a constatat că sunt similare cu rocile magmatice de pe Pământ. Radiometrul cu infraroșu al lui Marte 5 a raportat o temperatură a suprafeței în timpul zilei  între -44 °C și -2 °C. Temperaturile nocturne au fost măsurate la -73 °C.
Sonda a făcut, de asemenea, o serie de observații ale atmosferei lui Marte. A găsit un strat de ozon la o altitudine de 30 km și a observat nori.